# Schloss Greisingberg

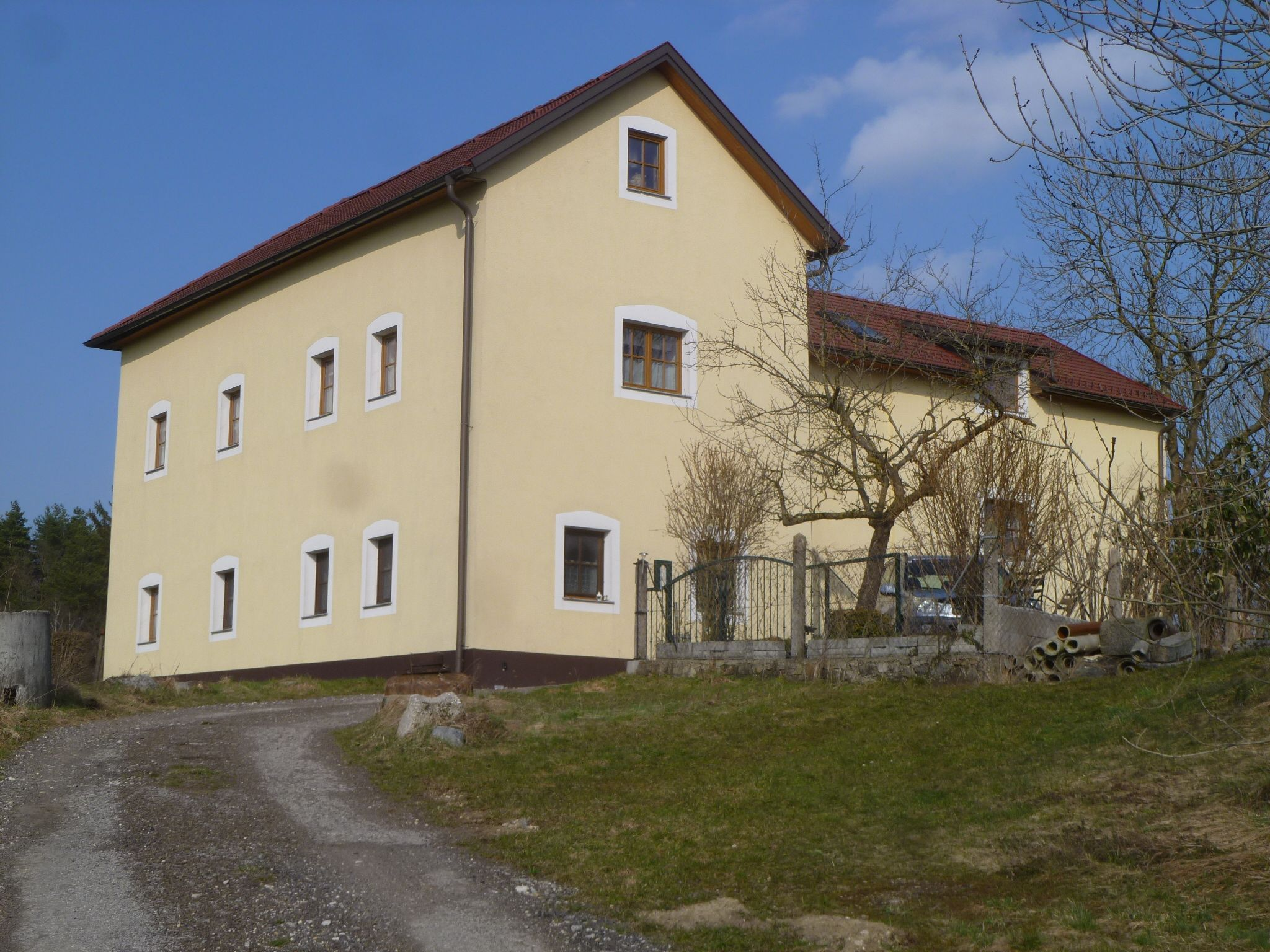
Schloss Greisingberg heute

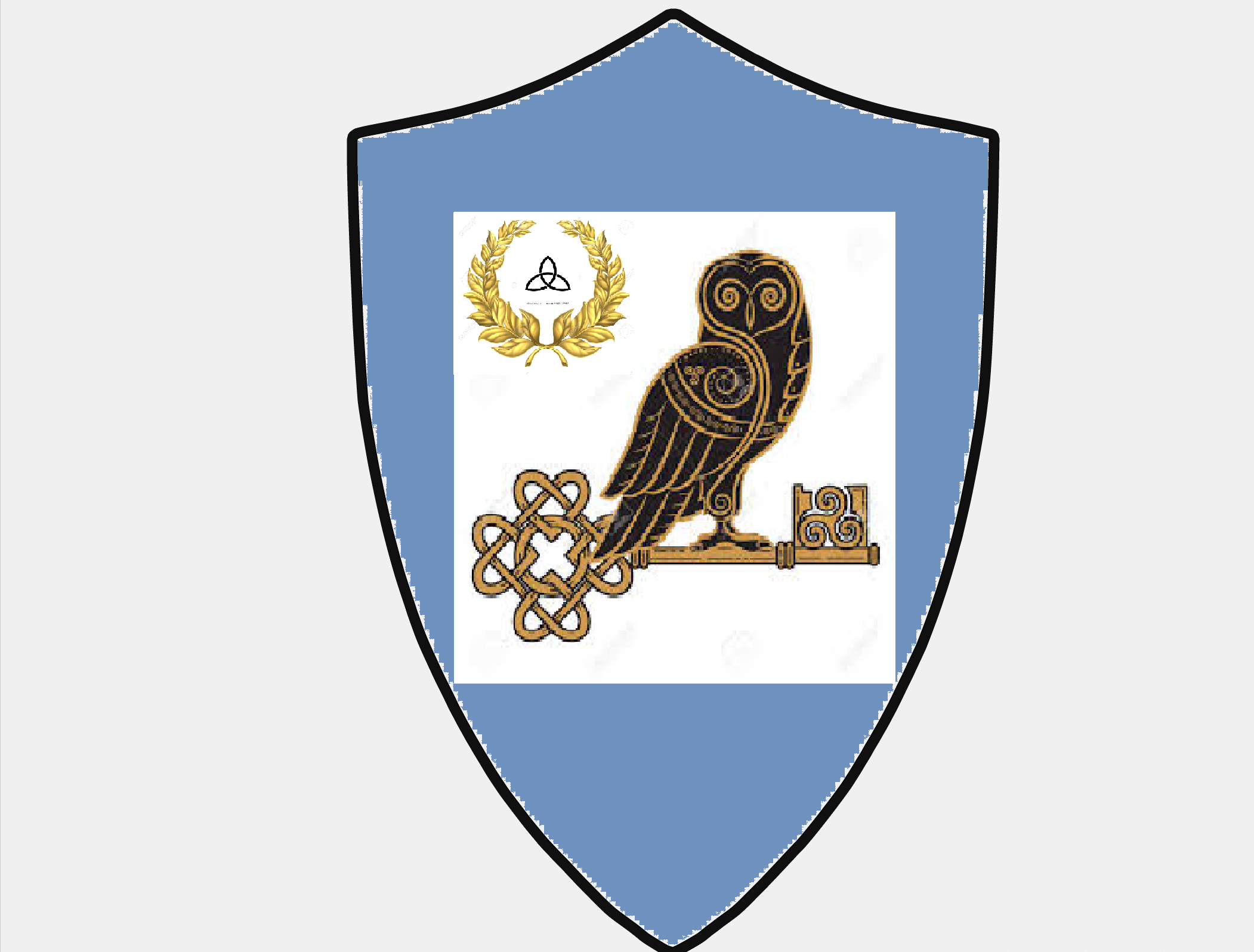
Hauswappen

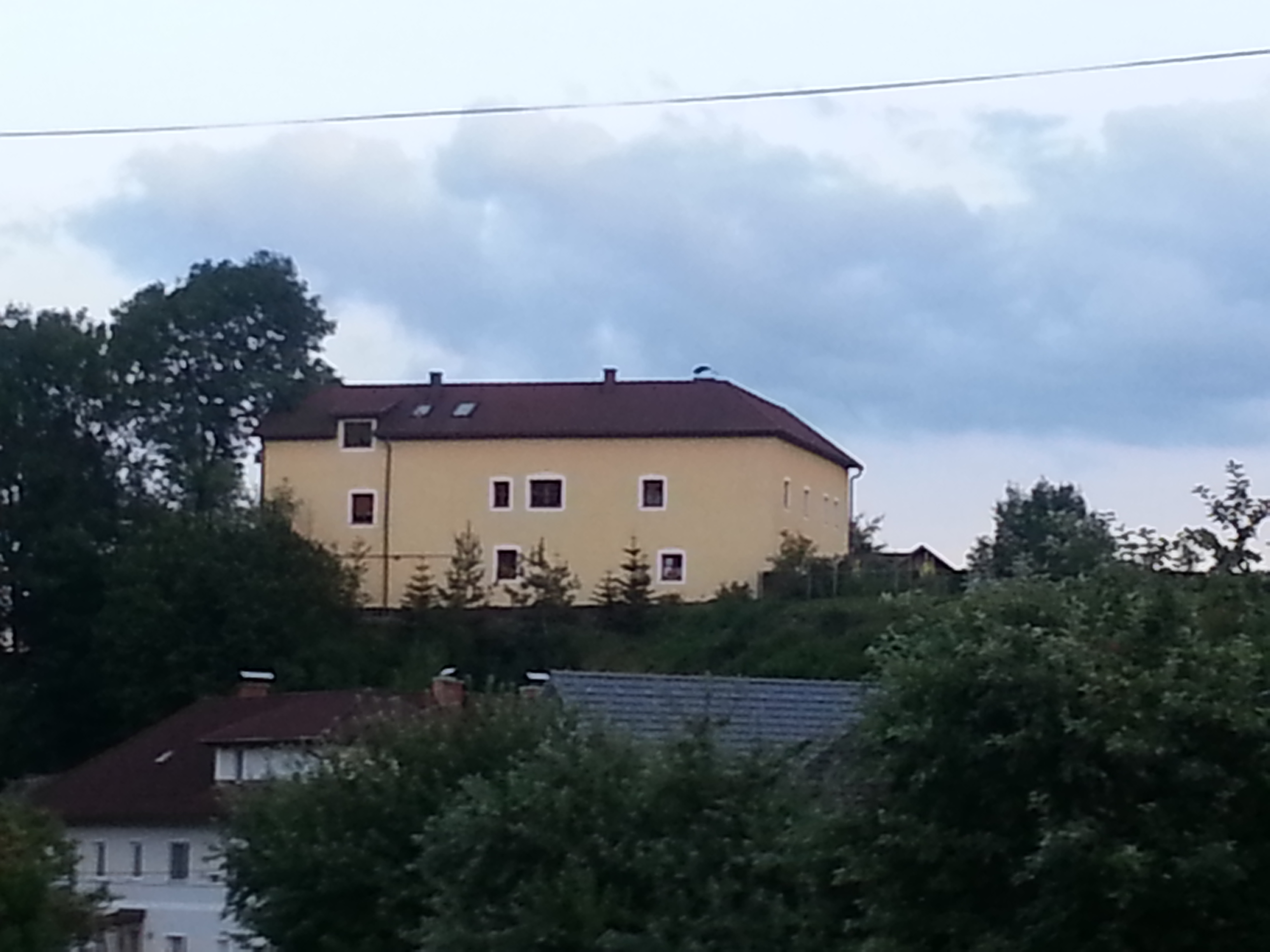
Nordansicht

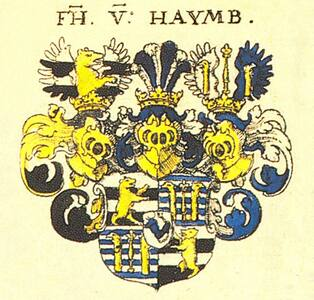
Wappen Freiherr Christoph v. Haym

Das Schloss Greisingberg liegt im Ortsteil Greisingberg der Gemeinde Pregarten im Bezirk Freistadt des Landes Oberösterreich (Greisingberg Nr. 1).

## Geschichte
Urkundlich sind die Greusnicher in den Jahren 1160 und 1170 mit Arnold de Greiczing erwähnt, wobei diese aber auf dem Sitz Groissing in Arbing verortet werden. Der letzte dieses Geschlechts dürfte der 1326 genannte Perthold von Greusnich gewesen sein. „Grezcinc“ soll ein liechtensteinsches Lehen gewesen sein.
Greisingberg war urkundlich 1427 im Besitz des Peter Greisenegger und kam nach dessen Tode 1574 an die verschwägerte Familie Kienast. Während Burg Reichenstein aus dem Besitz der Liechtensteiner 1567 an den Ritter Christoph Haim gelangte, verkauften die Liechtensteiner Greisingberg 1582 an Georg Gundaker von Neuhaus. Dessen Witwe Scholastika von Hoheneck trat 1633 Greisingberg an Reichart von Sprinzenstein, den damaligen Besitzer von Reichenstein, ab.
In einem „beiläufigen überschlag oder Anschlag“ wurde der adelige Landsitz Greisingberg 1729 zum Verkauf angepriesen. In einer detaillierten Beschreibung wurde darauf hingewiesen, dass Herr Georg Gundaker, Freiherr von Neuhaus, diesen herrschaftlichen Landsitz von neuem erbaut „und ganz gelegensam zurgerichtet“ habe, eine Schmiede mit dem dazugehörigen Schmiedzeug und eine Hoftaverne mit Schenkrecht errichtet habe, dass die acht Felder des Hofes ergiebig und die herrlichen Obstgärten meistenteils trächtig seien, die aufgewachsenen Wälder Bauholz böten, das kleine Bächlein Forellen, Grundeln und Karpfen berge und dass die sechs behausten Untertanen nützlich seien. Das Hofamt verlangte 1729 Steuern vom Landgut Greisingberg und von 17½ Feuerstätten, unter anderem von Adam Pfännl (Pfahnl) vom Gut an der Greilenhueb, von Thomas Schößl auf der Puchenhofstatt (Greisingberg Nr. 10, mit über 10 Joch), von Michael Gusenpauer von der Hofstatt am Stannegg (Greisingberg Nr. 9, mit gut 5 Joch Grund), aber auch bereits von Thobias Schmit vom Mayerhof am Greysingberg und von Reichardt Stummvoll von der Tafehrn und Päckhergerechtigkeit am Greysingberg. Gundaker Thomas Starhemberg erwarb schließlich am 31. Dezember 1729 das der Herrschaft Reichenstein inkorporierte Landgut Greisingberg um 113.000 Gulden (und 1200 Gulden Leihkauf) und vereinigte es mit Schloss Haus bei Wartberg ob der Aist.
Sigmund Rittmannsperger, bürgerlicher Bräumeister zu Pregarten, ersteigerte in der Starhembergischen Amtskanzlei Schloss Haus am 12. August 1799 um 12 Uhr Mittag das Schlössl in Greisingberg samt 100 Quadratklafter Schlossanger um 110 Gulden. Die am 27. August 1799 vom Pfleger Franz Angerer endgefertigte Kaufurkunde erhielt jedoch erst am 13. September 1807 die landesrechtliche Ratifikation, da der Bräumeister Rittmannsperger bald nach dem Kauf verstorben war. Josef Rittmannsperger, bürgerlicher Eisenhändler im Markt Pregarten, konnte das testamentarisch vererbte Schlössl seines Vaters schließlich am 6. Februar 1813 auch grundbücherlich in Besitz nehmen.
Mit dem Kaufvertrag vom 31. Jänner 1929 wurde aus dem Starhembergischen Schlössl in Greisingberg ein gemeindeeigenes Armenhaus der Gemeinde Pregartdorf zwecks Unterbringung ihrer Gemeindearmen. In Folge der Gemeindezusammenlegung im Jahr 1938 wurde das Eigentumsrecht auf das Armenhaus am 5. Juni 1942 der Marktgemeinde Pregarten grundbücherlich übertragen. Bereits am 21. August 1942 kaufte Anna Raab dieses Haus und übergab es am 24. September 1964 ihrer Tochter Anna und ihrem Schwiegersohn Johann Buchberger. Im Dezember 2002 wurde das Haus der Tochter Beate Moustakakis-Buchberger übergeben. Das Schlossgebäude ist heute in Privatbesitz der Familie Moustakakis, wurde renoviert und wird bewohnt.

## Beschreibung

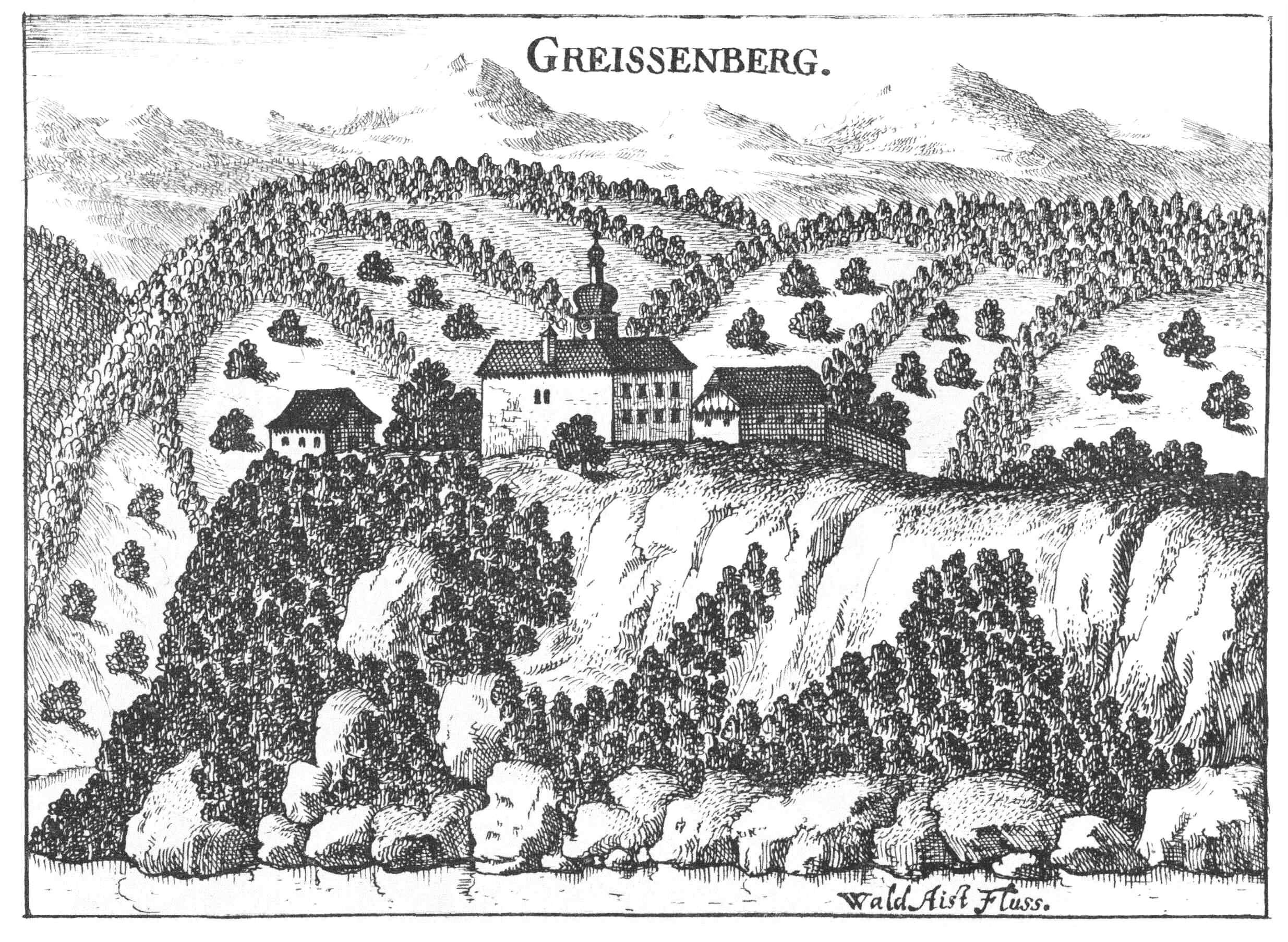
Schloss Greisingberg nach einem Stich von Georg Matthäus Vischer von 1674

Vischers Kupferstich vom Jahre 1674 zeigt das Schlössl (Greisingberg Nr. 1), einen Teil des Meierhofes (Greisingberg Nr. 2) und die dazugehörige Hoftaverne (Greisingberg Nr. 3) als attraktiven adeligen Landsitz. Schräg gegenüber dem Eingang stand ein viereckiger Turm, der noch bis zur halben Dachhöhe als Stall diente.
Zum Herrensitz gehörten wohl auch das Schmiedhäusl (Greisingberg Nr. 5, das 1729 Hans Zäller besaß), das Reiterhäusl (Greisingberg Nr. 4) und das Höcklhäusl (Greisingberg Nr. 6, das Anwesen des Maurers Christoph Höckler).

## Greisingberg heute

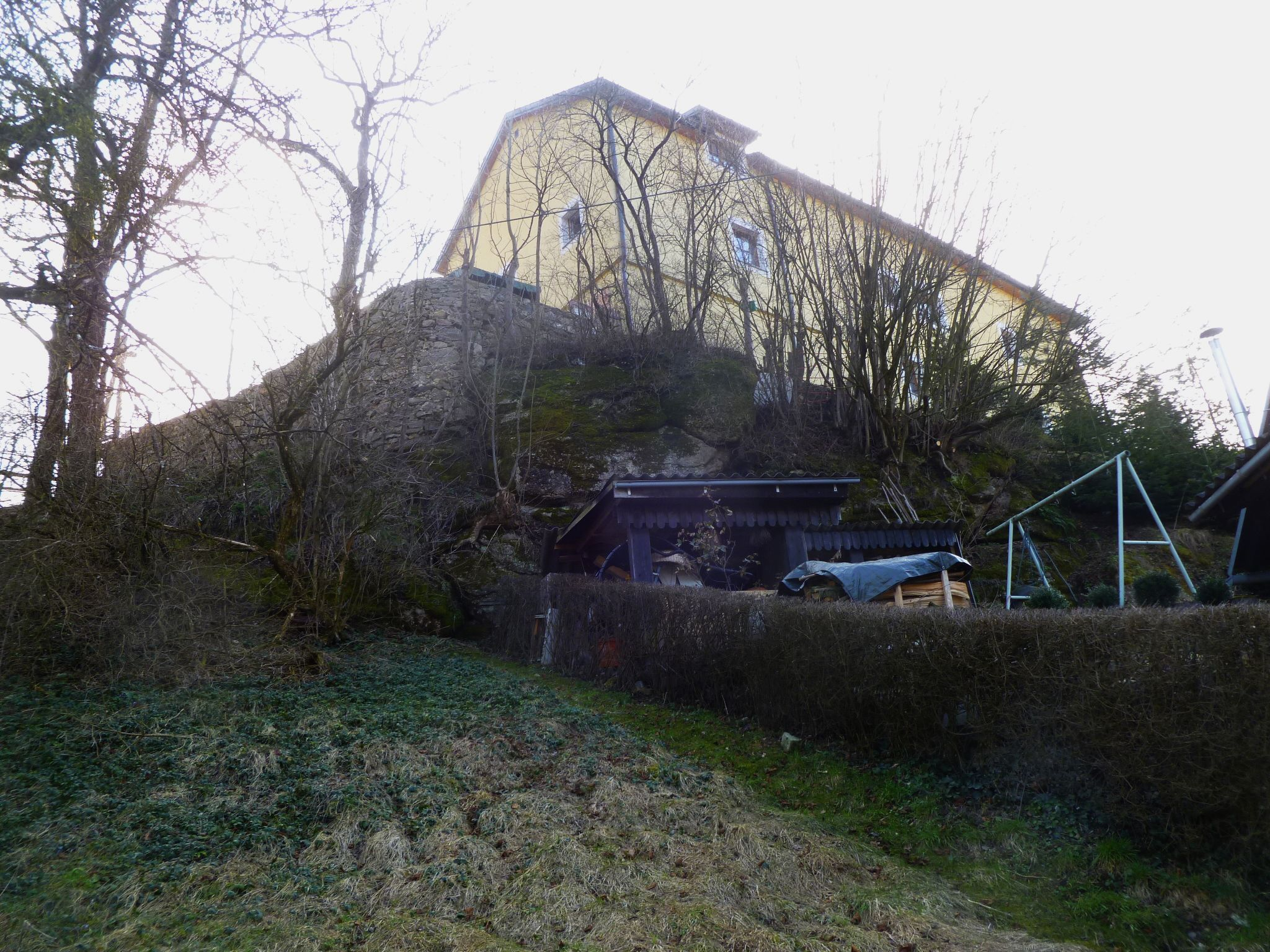
Schloss Greisingberg mit Burgmauer

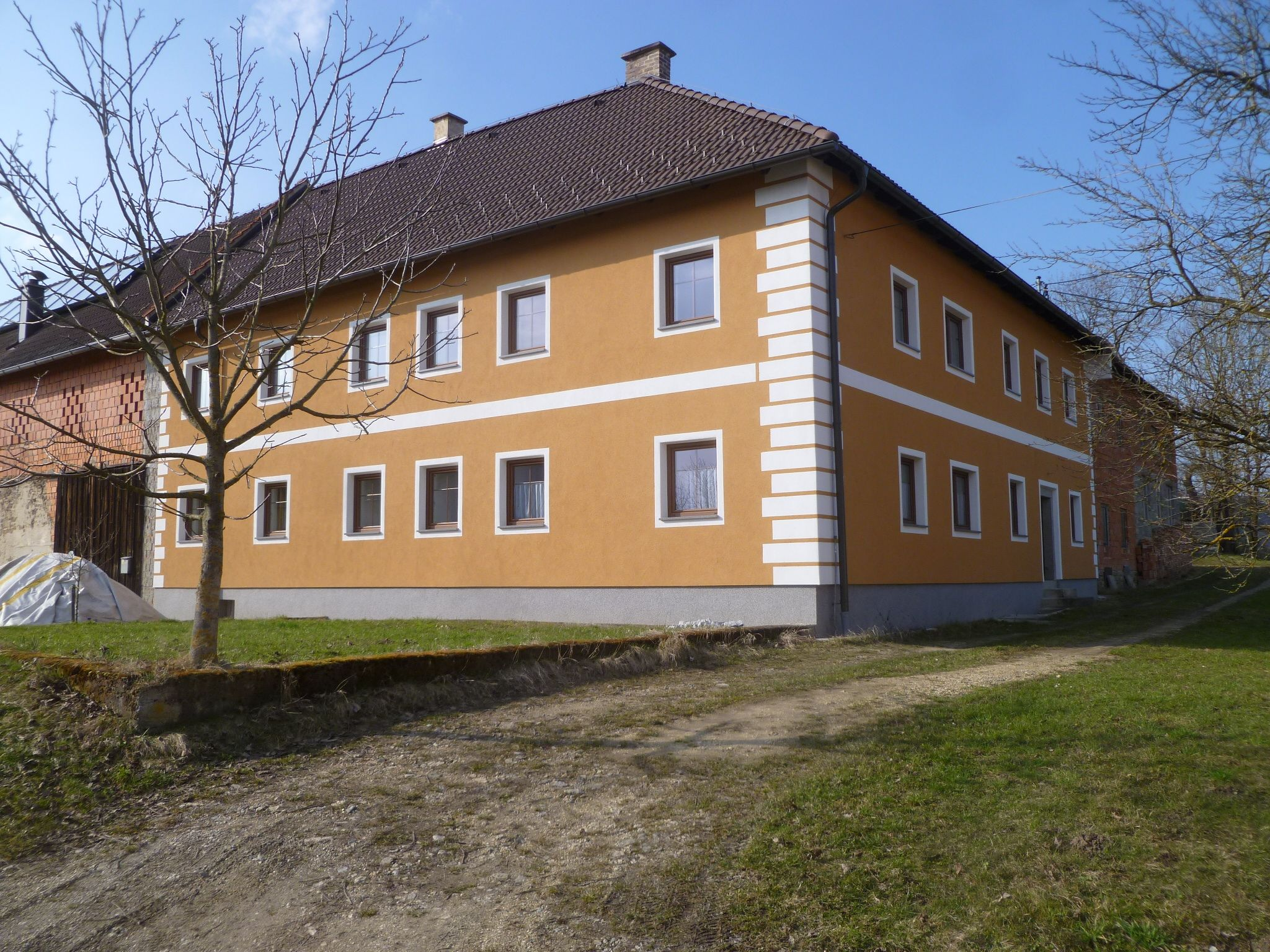
Meierhof von Schloss Greisingberg

Das Schlösschen steht auf einem Bergrücken hoch über der Waldaist. Es ist heute ein hakenförmiger, zweiflügeliger und  zweigeschoßiger Bau. Der noch vorhandene Baukörper besteht aus einer hohen Mauer, welche die Außenfront eines hofwärts angebauten Wohn- und Wirtschaftsgebäudes bildet. Der hofseitige Eingang hat seinen ursprünglichen Torbau verloren. Der auf dem Stich von Georg Matthäus Vischer zu sehende Zwiebelturm ist nicht mehr vorhanden.
Im Vorraum sollen sich Kreuzrippengewölbe aus dem 17. Jahrhundert befinden. Der früher vorhandene Graben vor dem Turm ist eingeebnet. Auf der Außenmauer zur Aist war früher ein Kragstein erhalten, der vermutlich früher zu einem Abtritt gehört hat, nun aber verloren gegangen ist. Östlich des Schlosses finden sich eventuell spätmittelalterliche Mauerreste. Das Schlösschen ist gegen den darunterliegenden Steilhang mit einer Mauer abgesichert.
Der früher zur Herrschaft Greisingberg gehörende Meierhof wurde im 18. Jahrhundert von dem Herrschaftssitz abgetrennt. Heute steht dieser unterhalb des Schlosses und ist ein Bauernhof.